# Église San Luca (Gênes)
L'église San Luca est un lieu de culte catholique situé sur la place du même nom dans le centre historique de Gênes, dans le quartier de la Maddalena. Sa communauté paroissiale fait partie du vicariat « Centre historique » de l'archidiocèse de Gênes. La décoration intérieure et les œuvres d'art de Domenico Piola, Filippo Parodi et Grechetto comptent parmi les plus hautes réalisations du baroque génois.

## Histoire
L'église a été fondée en 1188 par Oberto Spinola, un homme politique important de l'époque et plusieurs fois consul, sur un terrain appartenant à son gendre Oberto Grimaldi,,. La zone où l'église a été construite avait été intégrée aux murs de la ville quelques années auparavant, et quelques constructions résidentielles y avaient été édifiées, dont des bâtiments de la famille Grimaldi.
Oberto Spinola obtint du pape Grégoire VIII que l'église soit déclarée paroisse noble des deux familles (Spinola et Grimaldi). Selon la tradition, elle fut consacrée par l'archevêque Boniface en 1191, et le pape Célestin III en 1197 la dispensa de payer un tribut à l'abbaye voisine de San Siro,,,.
En 1485, elle fut érigée en collégiale et prévôté par le pape Innocent VIII ; le pape Sixte V la confirma en 1589 comme paroisse noble des familles Spinola et Grimaldi,, mais comme elle était en état de décadence et inadéquate par rapport aux exigences établies par le Concile de Trente, dans la première moitié du XVIIe siècle, fut décidée sa reconstruction complète en style baroque, qui commença en 1626 et fut achevée en 1650,,,.
Le projet a été confié à l'architecte Bartolomeo Blanco, dont on a retrouvé une liste détaillée des travaux avec les modalités d'exécution, les plans et dessins des élévations de la nouvelle église dans son contrat,.
L'église fut de nouveau consacrée en 1627 par Vincenzo Spinola, évêque de Brugnato.
Durant la Seconde Guerre mondiale, les bombardements d'août 1943 provoquèrent de sérieux dégâts aux toitures et notamment à la coupole, dont la charpente en bois encastrée dans la maçonnerie fut carbonisée par l'incendie provoqué par les bombes et fut remplacée immédiatement après la guerre par du béton armé. Entre 1947 et 1950, les fresques de la coupole, de l'abside et du presbytère furent restaurées par Luigi Gerolamo Leggero (1892-1978).
Plus récemment, les infiltrations d'eau causées par le manque d'entretien ont causé d'autres dommages aux fresques et aux décorations en marbre. Les restaurations réalisées de 2000 à 2004 ont redonné au cycle pictural de la voûte de la coupole et aux groupes sculpturaux leur splendeur d'antan.
L'église San Luca, encore paroisse noble de la famille Spinola, à la suite des accords signés avec la curie de l'archevêque le 9 février 2009, est la propriété de la Fondation Spinola, qui a la charge d'entretenir la structure et les dépenses ordinaires, en accord avec la paroisse, qui s'occupe du culte et des activités paroissiales. La Fondation Spinola, qui a contribué aux restaurations du début des années 2000, est installée dans l'ancienne loggia de l'église, rénovée en 2010. La fondation promeut des projets de réaménagement social et culturel du centre historique et organise des concerts de musique classique contemporaine à l'intérieur de l'église.

## Description

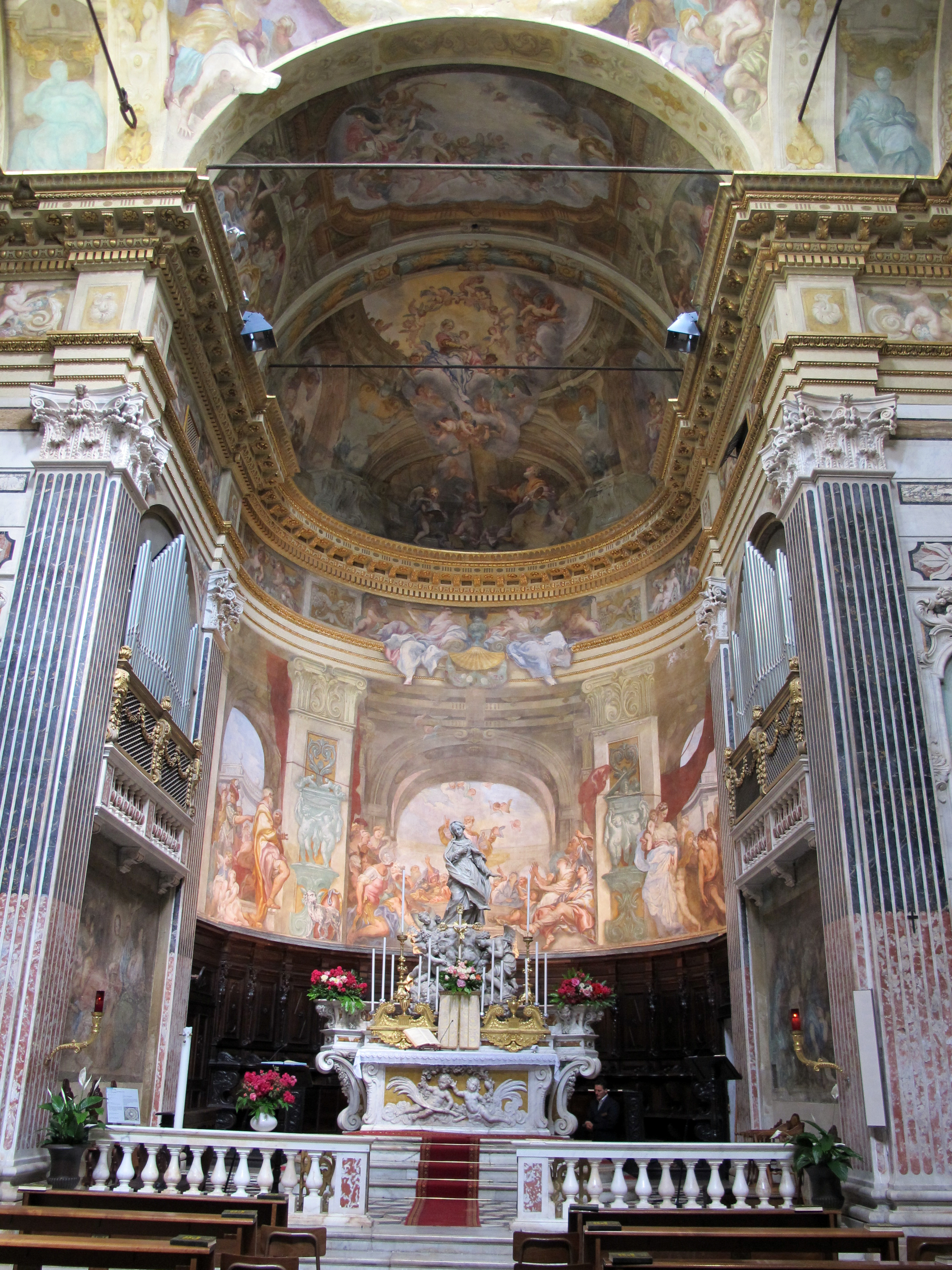
Le maître-autel et le presbytère.

L'intérieur de l'église présente un plan en croix grecque avec une nef unique légèrement allongée et terminée par une abside semi-circulaire. Le maître-autel en marbre est l'œuvre de Daniello Solaro (1649), également auteur des nombreux ornements en marbre qui enrichissent le temple. Les voûtes et les murs de l'église présentent un cycle de fresques, réalisé dans la dernière décennie du XVIIe siècle par Domenico Piola avec la collaboration de son fils Paolo Gerolamo et du quadraturiste Antonio Maria Haffner, auteur des cadres peints et de l'architecture. La série de fresques représente Le Couronnement de la Vierge dans la voûte de la coupole, Yaël, Judith, Job et le Fils prodigue dans les chapiteaux, des histoires de saint Luc dans le presbytère et dans le chœur (Saint Luc le peintre représente la Vierge et Saint Luc prêchant au peuple) et des figures allégoriques monochromes de La Vertu sur l'envers de la façade et dans le transept. Dans la voûte de la nef Saint Luc baptise les néophytes et Cène à Emmaüs,,,.

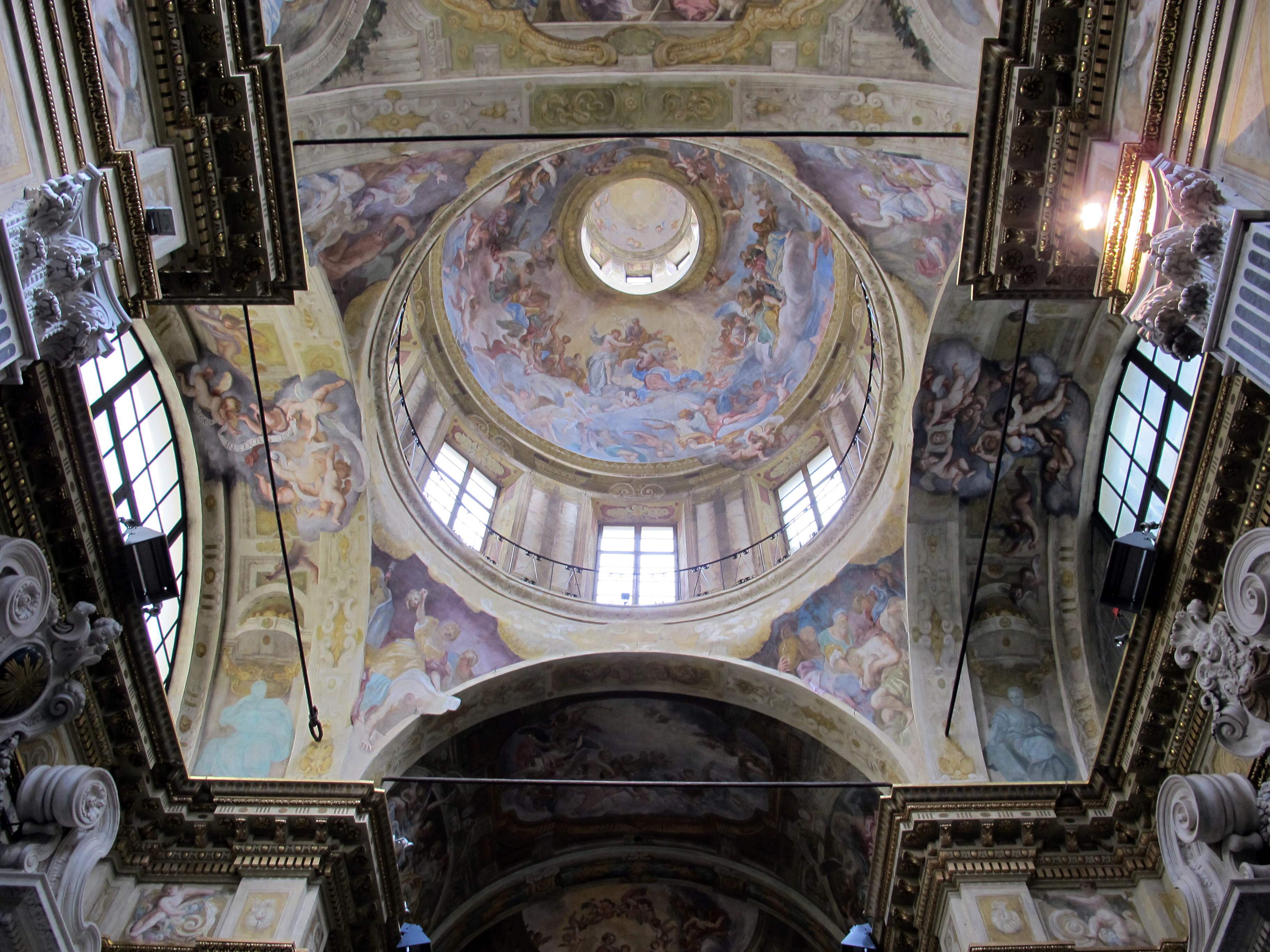
Les fresques du dôme.

Outre les fresques, l'église conserve d'autres œuvres importantes, comme le groupe en marbre de L'Immaculée Conception avec des anges de Filippo Parodi (1649), en marbre blanc de Carrare, qui se détache sur le maître-autel, le groupe en bois de la Descente de croix (1680), également de Parodi (avec décoration polychrome de Piola), la Nativité, chef-d'œuvre de Giovanni Benedetto Castiglione (le tableau, réalisé en 1645, a été défini par Ratti comme « la plus belle œuvre que nous ayons par lui »), le Crucifix en bois de Francesco Fanelli (1609) et un reliquaire tabernacle du XVe siècle, appartenant à l'ancienne église, situé au fond de l'abside et accessible depuis le couloir de la sacristie,.
L'orgue de l'église a été construit en 1960 par la Fabbrica Organi Ruffatti de Padoue.